# Bolesław Kominek
Bolesław Kominek (23 de dezembro de 1903 - 10 de março de 1974) foi um cardeal polonês da Igreja Católica Romana. Ele serviu como arcebispo de Breslávia de 1972 até sua morte, e foi elevado ao cardinalato em 1973.

## Biografia
Bolesław Kominek nasceu em Radlin II , Império Alemão para Franciszek, um mineiro , e Kataryna (née Kozielskich) Kominek. Estudando no ginásio de Rybnik e na Universidade Católica de Cracóvia , recebeu em 1926 o subdiaconato do cardeal August Hlond , SDB , e o diaconado de 1926 do bispo Arkadiusz Lisiecki.
Ele foi ordenado sacerdote pelo mesmo Bispo Lisiecki em 11 de setembro de 1927 em Katowice ( Voivodia da Silésia Autônoma , Polônia ), e depois aprofundou seus estudos no Institut Catholique de Paris e fez trabalho pastoral entre os imigrantes poloneses em Paris até 1930. Kominek fez trabalho pastoral na Diocese de Katowice de 1930 a 1939, e com fugitivos poloneses durante a Segunda Guerra Mundial até 1945, servindo em Lublin , Katowice e Alta Silésia.
Com a mudança unilateral a oeste da fronteira entre a Polônia e a Alemanha, a maioria da arquidiocese de Breslávia estava agora dentro da Polônia, mas partes menores estavam na Alemanha Oriental e Checoslováquia. Até que o assunto fosse facilitado por um tratado entre a Alemanha Ocidental , reivindicando a sucessão da Alemanha pré-1945, e a República Popular da Polônia , a Santa Sé não poderia endossar a alteração da fronteira reorganizando as identidades e os limites das dioceses. Continuou, portanto, a reconhecer como vigário capitular da arquidiocese Padre Ferdinand Piontek (1878–1963), um alemão de língua polonesa.sacerdote eleito após a morte do cardeal Adolf Bertram, em 6 de julho de 1945.
O Cardeal Hlond, com base nas faculdades especiais concedidas a ele, mas que na realidade não se aplicava aos antigos territórios alemães, exigiu que Piontek renunciasse de sua posição de vigário geral do território a leste da nova fronteira. Em 28 de fevereiro de 1946, o papa Pio XII concedeu a Piontek, ainda residente em Breslávia, os direitos de um bispo que residia. Piontek foi expulso da Polônia para a zona de ocupação britânica em 9 de julho, no entanto, ele poderia retornar à arquidiocese em março de 1947, assumindo o cargo no novo ordinariato em Görlitz da Alemanha Oriental , construído em setembro de 1945.
Em 15 de agosto de 1945, Hlond nomeou administradores para as três seções em que dividiu o território arquidiocesano polonês, com efeito a partir de 1º de setembro. Kominek foi o administrador que ele nomeou para a área de Opole , uma nomeação que não foi reconhecida pela Santa Sé. O ministério de Kominek ali foi, em todo caso, interrompido em 26 de janeiro de 1951 pelo regime comunista polonês.
Logo depois, em 26 de abril de 1951, o Papa Pio XII nomeou Kominek como bispo titular de Sofena e "Representante Pastoral" com residência em Breslávia. No entanto, o regime comunista proibiu-o de residir ali e de ser consagrado. No entanto, Kominek foi secretamente consagrado como bispo em 10 de outubro de 1954 pelas mãos do bispo Franciszek Barda , com os bispos Franciszek Jop e Wojciech Tomaka servindo como coconsagradores. A consagração foi mantida em segredo até 1956, quando ele finalmente pôde se mudar para Breslávia e foi nomeado em 1º de dezembro bispo titular de Vaga.. Em 19 de março de 1962, foi elevado ao posto de arcebispo titular de Eucetas e em 25 de maio de 1962 foi nomeado administrador ad adum Sanctae Sedis. Ele e o Bispo Jop foram co-consagradores da consagração episcopal do arcebispo Eugeniusz Baziak de Karol Wojtyla , futuro Papa João Paulo II , como bispo auxiliar da Arquidiocese de Cracóvia, em 28 de setembro de 1958. De 1962 a 1965, assistiu ao Segundo. Concílio Vaticano.
Em junho de 1966, Życie Warszawy pediu a substituição do cardeal Stefan Wyszyński por Kominek. Kominek respondeu afirmando: "Em questões da existência da Igreja, nós [a hierarquia] estamos sempre juntos". 
Em resposta à mudança da Alemanha Ocidental na Ostpolitik, as dificuldades no caminho de uma mudança oficial do status das dioceses afetadas pela linha Oder-Neisse foram consideradas removidas e em 28 de junho de 1972 o Papa Paulo VI nomeou Kominek o segundo Arcebispo de Breslávia. No consistório de 5 de março de 1973, ele fez Cardeal Priest de Santa Croce na Via Flaminia.
Um ano depois, o cardeal Kominek morreu em Breslávia, aos 70 anos, e está enterrado na catedral metropolitana de Breslávia.